# 유병호 (통정대부)
유병호(劉秉琥, ?~?)는 조선의 문신이다. 문과급제하여, 통정대부를 역임하였다. 본관은 강릉이다.

## 경력
- 통정대부

## 가족 관계
- 부친: 유씨 - 경상도 수령
  - 아들: 유우재
    - 손자: 유재영
      - 증손자: 유수호 - 제13·14대 국회의원
        - 고손자: 유승정 - 제25대 창원지방법원장
        - 고손자: 유승민 - 제17·18·19·20대 국회의원